# Jimmy Van Heusen
Jimmy Van Heusen, de son vrai nom Edward Chester Babcock, est un compositeur américain né le 26 janvier 1913 à Syracuse, dans l'État de New York et mort le 6 février 1990 à Rancho Mirage en Californie. Composant pour le cinéma et la télévision, il a gagné quatre Oscars de la meilleure chanson et un Emmy Award.
Il fait partie des principaux compositeurs de musique populaire américaine, aux côtés d'Irving Berlin, Cole Porter, Harold Arlen, George Gershwin, Duke Ellington, Richard Rodgers, Jerome Kern, Hoagy Carmichael, Oscar Hammerstein II, Burt Bacharach, Stephen Sondheim, Jule Styne, etc.
Plusieurs de ses titres font partie du Grand répertoire américain de la chanson ou sont devenus des standards du jazz.

## Biographie
Jimmy van Heusen commence à composer pendant ses études secondaires. Il choisit son pseudonyme alors qu'il n'a que 15 ans pour une émission de radio locale.
Il étudie au Cazenovia Seminary (en) et à l'université de Syracuse, Il devient l'ami de Jerry Arlen, le frère cadet de Harold Arlen avec lequel il compose ses premières chansons pour la revue du Cotton Club dont Harlem Hospitality.
Sa première composition à succès est It's the Dreamer in Me (1938). Tommy Dorsey est l'auteur des paroles.
En collaborant avec le parolier Eddie DeLange, pour des chansons comme Heaven Can Wait, So Help Me, ou Darn That Dream, son travail devient de plus en plus prolifique. En 1940, il écrit plus de 60 chansons seul. En 1940 il entame une collaboration avec le parolier Johnny Burke. Ils partent tous deux pour Hollywood où ils travaillent sur des comédies musicales et des films jusqu'au début des années 1950. Ils obtiennent un Oscar du cinéma pour Swinging on a Star (1944). Leurs chansons sont aussi à l'honneur dans A Connecticut Yankee in King Arthur's Court (1949).
Pendant la Seconde Guerre mondiale, Jimmy Van Heusen travaille comme pilote d'essai chez Lockheed Corporation.
Son collaborateur suivant est le parolier Sammy Cahn.
Sammy Cahn et Jimmy Van Heusen composent encore Love and Marriage (1955), To Love and Be Loved, Come Fly with Me, Only the Lonely, et Come Dance with Me la plupart de leurs compositions était dans les albums de Frank Sinatra de la fin des années 1950. Leurs chansons sont aussi utilisées dans L'Inconnu de Las Vegas (1960).
En 1965, Van Heusen écrit une comédie musicale intitulée Skyscraper suivie en 1966 de Walking Happy.
Jimmy Van Heusen se retire de la scène à la fin des années 1970. Il meurt à Rancho Mirage (Californie) en 1990 à l'âge de 77 ans.
Jimmy Van Heusen repose au Desert Memorial Park (en) de Cathedral City.

## Prix et distinctions
- 1944 : co-lauréat, avec Johnny Burke de l'Oscar de la meilleure chanson originale pour la chanson Swingin’ On A Star du film La Route semée d'étoiles de Leo McCarey[3],
- 1957 : co-lauréat avec Sammy Cahn de l'Oscar de la meilleure chanson originale pour la chanson All the Way (Frank Sinatra song) (en), du film The Joker Is Wild de Charles Vidor[4],
- 1959 : co-lauréat avec Sammy Cahn de l'Oscar de la meilleure chanson originale pour la chanson High Hopes (Frank Sinatra song) (en) du film Un trou dans la tête de Frank Capra[5]
- 1963 : co-lauréat avec Sammy Cahn de l'Oscar de la meilleure chanson originale pour la chanson Call Me Irresponsible (song) (en) du film Papa's Delicate Condition de George Marshall[6],
- 1971 : cérémonie d’inscription au Songwriters Hall of Fame[7]

## Chansons (sélection)
- Aren't You Glad You're You?
- But Beautiful (paroles de Johnny Burke)
- Come Dance with Me (paroles Sammy Cahn)
- Come Fly With Me (paroles Sammy Cahn)
- Darn That Dream (paroles de Eddie DeLange)
- Here's That Rainy Day (dans Carnival in Flanders, paroles Johnny Burke)
- I Could Have Told You (paroles de Carl Sigman)
- I Thought About You
- Imagination (paroles de Johnny Burke)
- Like Someone in Love (paroles de Johnny Burke)
- Love and Marriage (paroles de Sammy Cahn)
- Oh! You Crazy Moon
- Personality
- Polka Dots and Moonbeams (paroles de Johnny Burke)
- The Second Time Around
- Nancy with a laughing face

## Anecdotes
Dans The Road to Hong Kong, le personnage de Bob Hope (1962) est dénommé Chester Babcock, en référence au nom de naissance de Jimmy Van Heusen.
Il a choisi son pseudonyme en référence au célèbre couturier Phillips-Van Heusen.

## Sources bibliographiques
- Archives personnelles de "Jimmy Van Heusen" papers, 1853-1994, bulk 1939-1972" conservés à l’University of California dont la liste est disponible en PDF sur "OAC (OnLine Archives of California) [8].